# 内型-外型异构

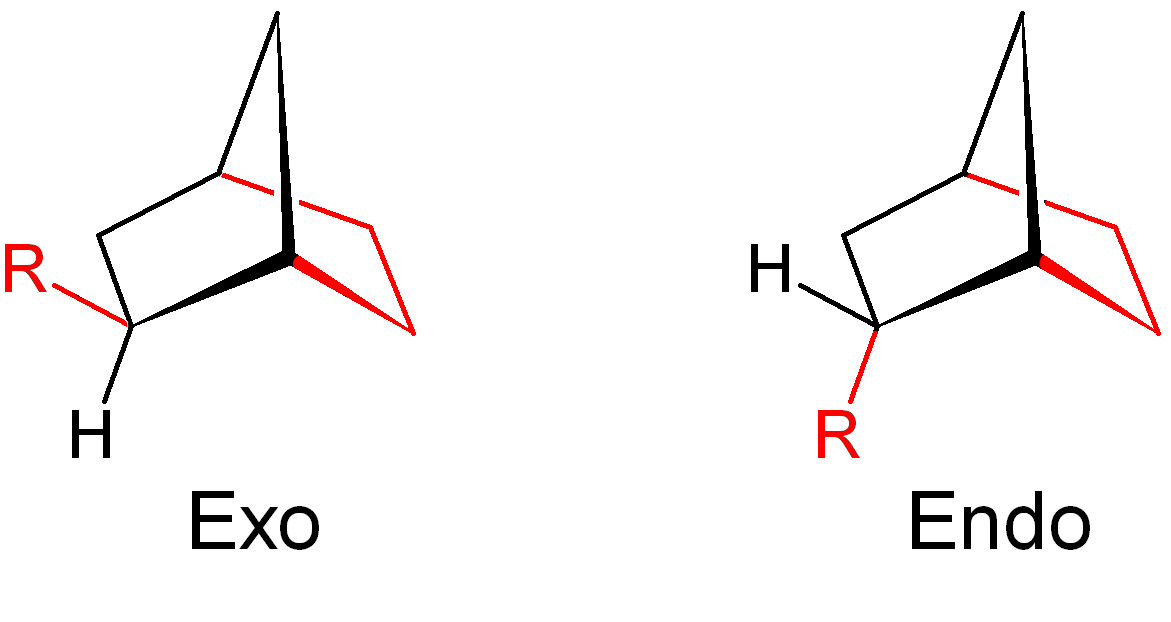
內型-外型異構示意圖:外型為Exo，內型為Endo

內型-外型異構（英語：Endo-exo isomerism）是指在橋環化合物之取代基形成的一種同分異構物。內型的異構物是指取代基離最長的橋最近或呈順式的構型，外型的異構物是指取代基離最長的橋最遠或呈反式的構型。此類的異構物可在降冰片烷接有取代基的化合物發現，右側為示意圖。在狄耳士–阿德爾反應（英語：Diels-Alder reactions）的立體選擇性上也牽涉到此類異構物。